# Autoroute 10 (Québec)
Pour les articles homonymes, voir Autoroute 10.
L'autoroute 10 (A-10) est une autoroute québécoise reliant Montréal à Sherbrooke. Elle dessert les régions de Montréal, de la Montérégie et de l'Estrie. Elle s'étend du centre-ville de Montréal jusqu'à la ville de Sherbrooke, en desservant également les villes de Brossard, Saint-Jean-sur-Richelieu, Granby, Bromont et Magog. Elle est le principal lien routier entre la métropole québécoise et l'Estrie. Elle passe d'ailleurs au pied du Mont Orford,,. Elle est accompagnée tout au long de son trajet par la route 112, de desserte locale qui peut aussi lui servir d'alternative lors de fermeture importante.

## Description
L'autoroute 10 se divise en deux sections, l'autoroute Bonaventure à Montréal et l'autoroute des Cantons-de-l'Est du pont Samuel-De Champlain à son extrémité est. Sur le pont Samuel-De Champlain elle forme un multiplex avec les autoroutes 15 et 20. Elle a une longueur totale de 145 kilomètres,,,.

### Autoroute Bonaventure

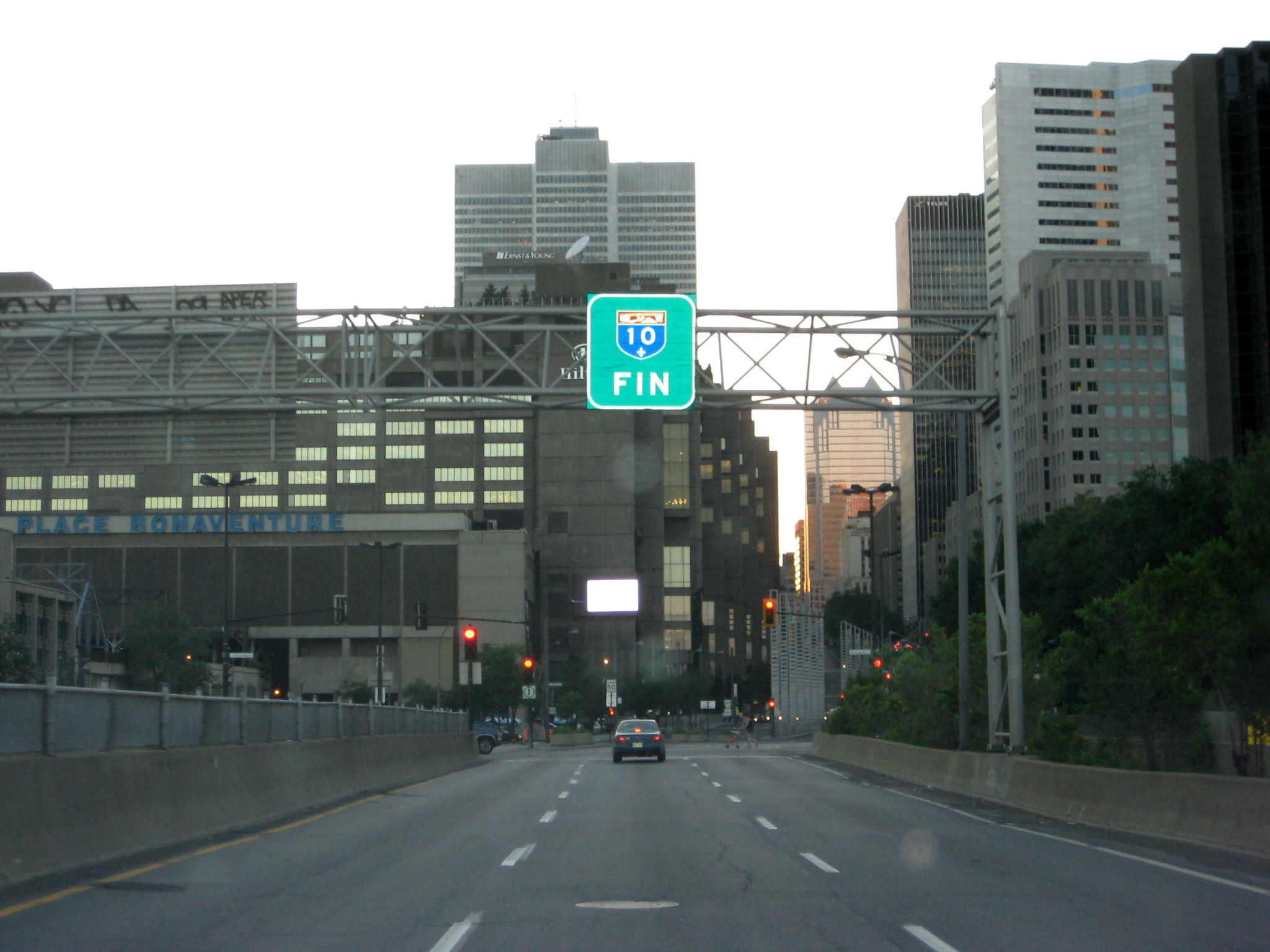
Extrémité ouest de l'Autoroute Bonaventure au centre-ville de Montréal, 2009

L'autoroute Bonaventure est entièrement située dans le secteur de Pointe-Saint-Charles de Montréal. Elle débute au centre-ville de Montréal comme le prolongement du boulevard Robert-Bourassa à la hauteur de l'autoroute Ville-Marie et de la rue Notre-Dame, près de la Place Bonaventure. Elle communique partiellement avec l'autoroute Ville-Marie grâce à deux bretelles souterraines. Au kilomètre 1, elle traverse le canal Lachine, pour ensuite longer le fleuve Saint-Laurent jusqu'à son extrémité ouest, un échangeur avec les autoroutes 15 et 20. Cet échangeur est en partie sur l'île de Montréal et en partie sur l'île des Sœurs. Au kilomètre 2, elle croise la route 112, à l'extrémité nord du pont Victoria, mais sans aucune sortie, ni entrée officielle. Elle fait 4,2 km de long et la section entre le boulevard Robert-Bourassa et le canal Lachine est surélevée,,. Elle possède 3 voies dans chaque direction sur la majorité de sa longueur et la limite de vitesse est fixée à 70 km/h.
Son principal rôle est de relier le pont Samuel-De Champlain au centre-ville de Montréal ; elle est d'ailleurs le principal accès au centre-ville depuis la rive sud du fleuve Saint-Laurent. Elle permet également d'accéder au Technoparc et au pont de la Concorde menant aux îles Sainte-Hélène et Notre-Dame, donc au parc Jean-Drapeau, au circuit Gilles-Villeneuve et au Casino de Montréal.
L'autoroute Bonaventure n'est pas exploitée par le ministère des Transports du Québec, mais par ses propriétaires, soit la Ville de Montréal et la Société Les Ponts Jacques Cartier et Champlain Incorporée, appartenant au gouvernement du Canada. Effectivement, la section entre le pont Samuel-De Champlain et le canal de Lachine appartient à la société Les Ponts Jacques Cartier et Champlain Incorporée alors que la section s'échelonnant entre le canal de Lachine et la rue Notre-Dame est propriété de la Ville de Montréal.

### Autoroute des Cantons-de-l'Est
L'autoroute des Cantons-de-l'Est débute au kilomètre 6, à l'extrémité sud du pont Samuel-De Champlain à Brossard, où elle rencontre les autoroutes 15 et 20. Le Réseau express métropolitain (REM), un train léger automatisé, emprunte à cet endroit le terre-plein central de l'autoroute en provenance du pont Samuel-de-Champlain. L'autoroute s'oriente ensuite vers l'est, croisant le boulevard Taschereau (route 134) au kilomètre 8, où l'on retrouve la station Panama du REM. Par la suite, elle longe la limite nord du Quartier DIX30 avant de croiser l'A-30 au kilomètre 11, où se trouvent la station Du Quartier et le terminus Brossard du REM, complétant son antenne sur la Rive-Sud. À partir de cet emplacement, l'accotement devient une voie réservée aux autobus durant les heures de pointe, et ce, jusqu'à onze kilomètres à l'est, où elle croise l'extrémité nord de l'A-35 avant de traverser la rivière Richelieu au kilomètre 28. Elle traverse ensuite une zone agricole jusqu'au kilomètre 74, aux environs de Granby.
La ligne électrique à haute-tension (735 kV) Hertel-Des Cantons longe l'autoroute sur environ 30 kilomètres, du kilomètre 20 au kilomètre 55. Elle enjambe l'autoroute à trois reprises. Cette ligne fut construite dans les années 2000 à la suite de la crise du verglas.
Entre Bromont au kilomètre 74 et Magog au kilomètre 121, l'autoroute 10 traverse une région montagneuse. Elle passe tout près de deux importants centres de ski du Québec, le mont Orford et le mont Brome (Bromont). Au kilomètre 121, à l'extrémité nord du lac Memphrémagog, elle croise l'A-55 en provenance de Stanstead. Entre les kilomètres 123 et 128, la route 112 sert de voie de service à l'Autoroute 10. Cette dernière contourne ensuite la ville de Sherbrooke par le nord, où elle croise l'A-410 à la sortie 140 et l'A-610 au kilomètre 143. L'A-10 se termine à cette jonction et devient ensuite l'A-610. En effet, l'A-10 et l'A-55 forment un multiplex entre les kilomètres 121 et 143 de l'A-10 et les kilomètres 34 à 56 de l'A-55. Les numéros des sorties et les balises kilométriques sont référencés par rapport à l'A-10.
De l'A-10, il est possible d'apercevoir huit des neuf collines montérégiennes. Le mont Royal, le mont Saint-Bruno, le mont Saint-Hilaire, le mont Saint-Grégoire, le mont Rougemont, le mont Yamaska, le mont Shefford et le mont Brome. La neuvième, le massif du Mont-Mégantic, est située au-delà de l'extrémité est de l'autoroute.

## Historique

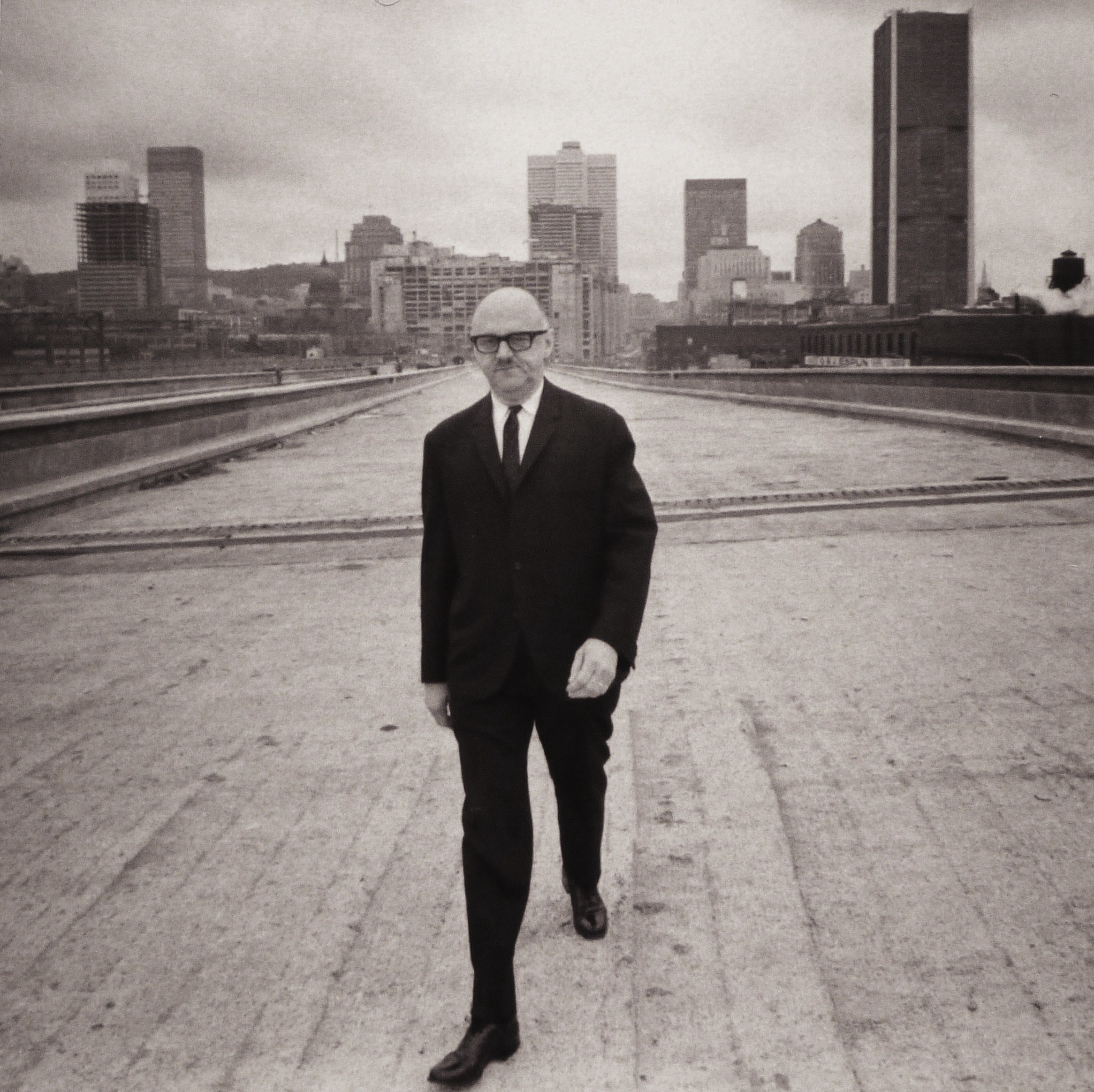
Le maire Jean Drapeau sur le site de l'autoroute Bonaventure, 1966

La première section de l'A-10, le pont Champlain, fut inaugurée en 1962. Il était payant jusqu'au 4 mai 1990, date à laquelle le poste à péage a été aboli. En 1964, la construction de l'autoroute Bonaventure a nécessité l'expropriation de 305 familles vivant dans l'ancien quartier de Victoriatown ou Village-aux-Oies (en anglais, Goose Village). Ce quartier s'est d'abord formé au XIXe siècle lorsque des baraquements temporaires ont été construits pour loger successivement des immigrants en provenance de l'Irlande, puis les ouvriers venus construire le pont Victoria entre 1854 et 1859. Les premières expropriations remontent en 1920 donc une partie des bâtiments du quartier sont démolis pour la construction d'un viaduc ferroviaire du Canadien National.[réf. nécessaire]

### Autoroute Bonaventure
L'Autoroute Bonaventure fut inaugurée en 1967 en vue d'Expo 67 pour relier le pont Champlain au centre-ville de Montréal,. Cette partie de l'autoroute était sur viaduc et séparait le quartier du Vieux-Montréal de celui de Griffintown (alors zone industrielle & renommé Faubourg-des-Récollets à son ouverture). Au fil des années, les industries désertent Griffintown qui est laissé à l'abandon pendant des décennies.

#### Reconfiguration
En 2007, le maire Gérald Tremblay et la société du Havre de Montréal proposent un projet de reconfiguration avec l'aménagement d'un nouveau boulevard urbain remplaçant la structure élevée de la partie de l'autoroute sous la responsabilité de la Ville de Montréal. Plus tard sous le mandat de Denis Coderre, on conçoit un projet immobilier favorisant la renaissance de Griffintown. En 2017, on inaugure le boulevard urbain qui devient le prolongement du boulevard Robert-Bourassa. La nouvelle voie comprend, au centre du boulevard, un parc linéaire avec aménagements récréatifs dont une aire de jeu pour enfants. On peut y admirer une imposante sculpture de l'artiste espagnol Jaume Plensa nommée Source. La faible mise en valeur de l'histoire résidentielle et industrielle des lieux est critiquée.
En 2019, Les Ponts Jacques Cartier et Champlain Incorporée annonce le projet de reconfiguration en boulevard de la partie de l'autoroute située entre le pont Victoria et le pont Clément, alors sous sa responsabilité. Une reconfiguration la transforme en un boulevard de 2,5 kilomètres d'ici 2029. Les voies de circulation du nouveau boulevard seront éloignées de la rive afin de libérer de l'espace pour l'aménagement d'un corridor vert, avec une piste cyclable et une promenade piétonne.

### Autoroute des Cantons-de-l'Est

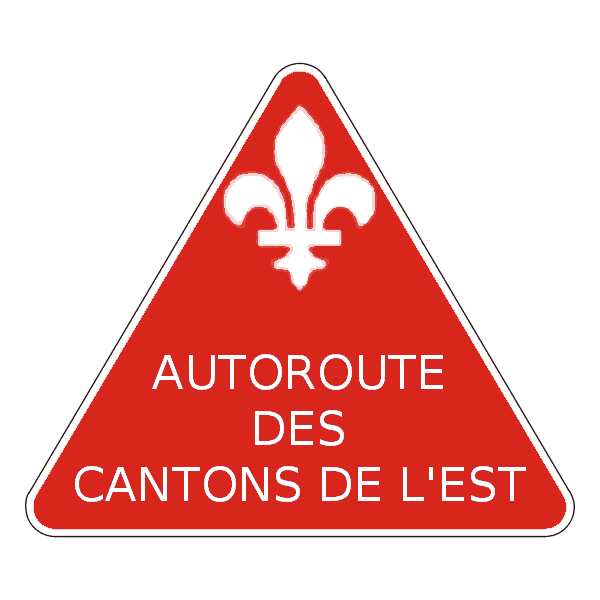
Ancien écusson de l'Autoroute des Cantons-de-l'Est (Version 1)

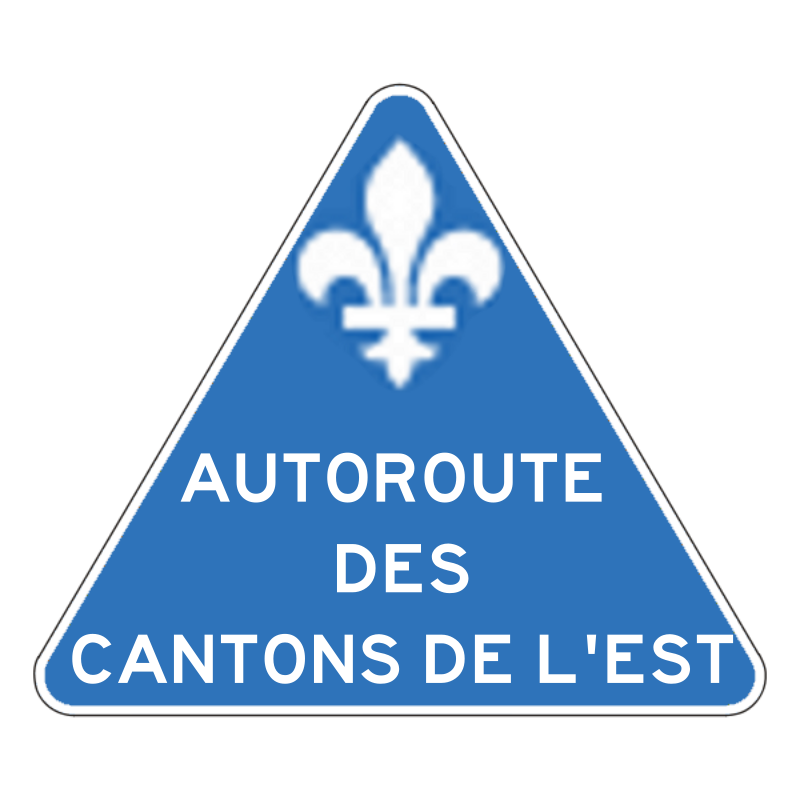
Ancien écusson de l'Autoroute des Cantons-de-l'Est (Version 2)

En décembre 1964, l'Autoroute des Cantons-de-l'Est fut ouverte à la circulation sur 72 milles (116 kilomètres), du pont Champlain à Magog, remplaçant ainsi l'ancienne route 1 (actuelle route 112) comme principal lien routier entre ces deux points. Toutefois, l'autoroute ne fut officiellement inaugurée qu'en 1965. Elle était la seconde autoroute hors Montréal à être mise en service après l'Autoroute des Laurentides. Tout comme cette dernière, elle était une autoroute à péage relevant de l'Office des autoroutes du Québec. Il y avait cinq postes de péage aux sorties actuelles 22, 37, 68, 90 et 115 et il en coûtait 1,50 $ pour faire le trajet complet. L'Autoroute des Cantons-de-l'Est fut la première autoroute du Québec à utiliser des numéros de sorties basés sur la distance au lieu d'utiliser un ordre séquentiel comme c'était auparavant le cas. Les numéros de sorties étaient référencés par rapport à la distance en milles depuis l'extrémité sud du pont Champlain, le Canada n'ayant pas encore le système métrique. La limite de vitesse maximale était de 70 mph soit 112,5 km/h et la limite inférieure était de 50 mph soit 80 km/h,,,.
L'autoroute n'avait initialement pas de numéro, elle était identifiée à l'aide d'un bouclier triangulaire de couleur rouge (voir logo ci-contre). Fait inusité, la supersignalisation était également initialement de couleur rouge. Par la suite, le logo et la supersignalisation devinrent bleus. En 1985, le système de péage fut aboli et son logo ne fut plus utilisé. La supersignalisation fut graduellement convertie au vert standard. Jusqu'au début de l'année 2014, il existait encore des panneaux bleus, notamment aux sorties 29 et 55, qui ont été définitivement retirés dans le courant de l'année.
La section formant un multiplex avec l'A-55 faisait originellement partie uniquement de l'A-55 et les sorties suivaient la numération de cette dernière. À cette époque, l'A-10 se terminait à la sortie 121 à Magog à la jonction avec l'A-55. Lorsque l'A-10 fut prolongée au-delà de la sortie 143 actuelle en 1988, les kilomètres 34 à 56 de la 55 furent intégrés à l'Autoroute des Cantons-de-l'Est et devinrent les kilomètres 121 à 143. Les sorties du tronçon commun et les balises kilométriques furent renumérotées en fonction de l'A-10.
Entre 1988 et 2006, l'A-10 se terminait au-delà de la sortie 143, au kilomètre 154, à une jonction avec la route 112 en direction de Thetford Mines. En octobre 2006, cette section, les kilomètres 143 à 154, fut renumérotée A-610.

#### Projet d'écoduc
Depuis quelques années un regroupement de citoyens nommé Corridor appalachien milite pour un écoduc entre le mont Shefford et Bromont afin de diminuer les collisions entre automobilistes et les animaux.
Le projet est présenté en 2016 et franchit une seconde étape en 2019. Selon trois étudiantes de l'Université Concordia, en collaboration avec le projet, quatre zones ont été désignées prioritaires qui sont situées entre Bromont et le parc national du Mont-Orford.

## Liste des sorties
Le kilométrage sur le pont Samuel-De Champlain n'est pas comptabilisé pour l'autoroute 10. Pour avoir le vrai total avec le pont Samuel-De Champlain, il faut ajouter 2,3 kilomètres à partir de la sortie 6 vers l'Est
| MRC                                       | Municipalité                         | km                  | Sortie                   | Destinations | Notes |
| ----------------------------------------- | ------------------------------------ | ------------------- | ------------------------ | --- | --- |
| Montréal                                  | Montréal                             | 0,00                | —                        | R-136 est (Autoroute Ville-Marie)                                                                                            | Sortie 5 de la R-136; pas d'accès à la R-136 ouest; anciennement A-720                                                   |
| Montréal                                  | Montréal                             | 0,80                | —                        | Boulevard Robert-Bourassa | Sortie direction ouest, entrée direction est                                                                             |
| Montréal                                  | Montréal                             |                     | —                        | Vers R-112 est / Rue Wellington – Pont Victoria                                                                              | Intersection à niveau |
| Montréal                                  | Montréal                             | 2,12                | 2                        | Avenue Pierre-Dupuy / Rue Carrie-Derick – Port de Montréal                                                                   | |
| Montréal                                  | Montréal                             | 2,75                | 3                        | Rue Carrie-Derick | Sortie direction ouest via sortie 2                                                                                      |
| Montréal                                  | Montréal                             | 3,25                | 4                        | A-15 nord / A-20 ouest | Direction est seulement                                                                                                  |
| Montréal                                  | Montréal                             | 4,01                | 5                        | Île des Sœurs | Direction est seulement                                                                                                  |
|                                           |                                      | 4,62                | 58                       | A-15 nord / A-20 ouest (Autoroute Décarie) / Île des Sœurs – Saint-Jérôme, Toronto, Aéroport P.-E.-Trudeau, Aéroport Mirabel | Sortie direction ouest, entrée direction est; terminus ouest du multiplex avec l'A-15 / A-20; sortie 58 de l'A-15 / A-20 |
| Fleuve Saint-Laurent                      | Fleuve Saint-Laurent                 |                     | Pont Samuel-De Champlain | Pont Samuel-De Champlain | Pont Samuel-De Champlain                                                                                                 |
| Longueuil                                 | Brossard                             | 6,12                | 6                        | A-15 sud / A-20 est / R-132 vers I-87 / Île des Sœurs – Longueuil, Varennes, New York                                        | Terminus est du multiplex avec l'A-15 / A-20; sortie 53 de l'A-15 nord; sortie 75 de l'A-20 ouest                        |
| Longueuil                                 | Brossard                             | 8,47                | 8                        | R-134 (Boulevard Taschereau) – Longueuil, La Prairie                                                                         | |
| Longueuil                                 | Brossard                             | 8,90                | 9                        | Boulevard Milan | Sortie direction est seulement                                                                                           |
| Longueuil                                 | Brossard                             | 12,21               | 11                       | A-30 (Autoroute de l'Acier) vers A-20 est – Sorel-Tracy, Vaudreuil-Dorion, Québec, Aéroport Saint-Hubert                     | Sortie 67 de l'A-30 |
| Longueuil                                 | Brossard                             |                     | 13                       | Boulevard de Rome | Sortie direction ouest, entrée direction est Station Brossard                                                            |
| La Vallée-du-Richelieu                    | Chambly                              | 22,44               | 22                       | A-35 sud vers I-89 – Chambly, Saint-Jean-sur-Richelieu, Vermont                                                              | Sortie 55 de l'A-35 |
| Rivière Richelieu & Canal de Chambly      | Rivière Richelieu & Canal de Chambly |                     | Pont Michel-Chartrand    | Pont Michel-Chartrand | Pont Michel-Chartrand |
| Rouville                                  | Richelieu                            | 28,44               | 29                       | R-133 (Chemin des Patriotes) – Richelieu                                                                                     | |
| Rouville                                  | Marieville                           | 36,62               | 37                       | R-227 – Marieville, Sainte-Angèle-de-Monnoir, Mont-Saint-Grégoire                                                            | |
| Le Haut-Richelieu                         | Sainte-Brigide-d'Iberville           | 47,93               | 48                       | R-233 – Sainte-Brigide-d’Iberville, Saint-Césaire, Rougemont                                                                 | |
| Rouville                                  | Ange-Gardien                         | 55,06               | 55                       | R-235 – Saint-Paul-d'Abbotsford, Ange-Gardien, Farnham                                                                       | |
| La Haute-Yamaska                          | Saint-Alphonse-de-Granby             | 67,56               | 68                       | R-139, (Route Jean-Lapierre) – Saint-Alphonse-de-Granby, Sutton, Cowansville                                                 | Sutton indiqué en direction est                                                                                          |
| La Haute-Yamaska                          | Granby                               | 73,81               | 74                       | Boul. Pierre-Laporte – Granby (centre-ville)                                                                                 | |
| Brome-Missisquoi                          | Bromont                              | 78,66               | 78                       | Boulevard de Bromont – Shefford                                                                                              | |
| La Haute-Yamaska                          | Shefford                             | 88,03               | 88                       | Boulevard de l'Horizon | |
| La Haute-Yamaska                          | Shefford                             | 90,20               | 90                       | R-243 – Waterloo, Valcourt, Sutton, Lac-Brome                                                                                | Valcourt indiqué en direction est, Sutton indiqué en direction ouest                                                     |
| Brome-Missisquoi                          | Lac-Brome                            | Pas d'intersections | Pas d'intersections      | Pas d'intersections | Pas d'intersections |
| Brome-Missisquoi                          | Bolton-Ouest                         | Pas d'intersections | Pas d'intersections      | Pas d'intersections | Pas d'intersections |
| Memphrémagog                              | Saint-Étienne-de-Bolton              | 100,09              | 100                      | Stukely-Sud, Saint-Étienne-de-Bolton                                                                                         | Via R-112 |
| Memphrémagog                              | Eastman                              | 105,25              | 106                      | R-245 – Eastman, Mansonville, Bolton-Est                                                                                     | |
| Memphrémagog                              | Magog                                | 113,79              | 115                      | R-112 (Rue Principale) – Magog (Centre-ville), Saint-Benoît-du-Lac                                                           | Aire de service de Memphrémagog                                                                                          |
| Memphrémagog                              | Magog                                | 118,06              | 118                      | R-141 (Rue Merry) – Orford                                                                                                   | |
| Memphrémagog                              | Magog                                | 120,32              | 121                      | A-55 sud (Autoroute J.A. Bombardier) vers I-91 – Coaticook, Stanstead, Vermont                                               | Coaticook indiqué en direction est seulement; terminus ouest du multiplex avec l'A-55.                                   |
| Memphrémagog                              | Magog                                | 123,92              | 123                      | R-112 vers R-249 – Magog (Centre-ville), Rue Sherbrooke, Saint-Denis-de-Brompton                                             | Rue Sherbrooke indiquée en direction est, Magog (Centre-ville) indiqué en direction ouest                                |
| Sherbrooke                                | Sherbrooke                           | 127,68              | 128                      | R-112 (Boulevard Bourque) | |
| Sherbrooke                                | Sherbrooke                           | 133,68              | 133                      | Chemin Saint-Roch Nord | |
| Sherbrooke                                | Sherbrooke                           | 136,00              | —                        | Aire de repos Catherine-Day                                                                                                  | Direction est |
| Sherbrooke                                | Sherbrooke                           | 137,22              | 137                      | R-220 (Boulevard Industriel) / Chemin de Saint-Élie                                                                          | |
| Sherbrooke                                | Sherbrooke                           | 139,00              | —                        | Aire de repos Alfred-Desrochers                                                                                              | Direction ouest |
| Sherbrooke                                | Sherbrooke                           | 140,59              | 140                      | A-410 vers R-108 / Rue King – Coaticook, Cookshire-Eaton                                                                     | Coaticook indiqué en direction ouest seulement; terminus ouest de l'A-410                                                |
| Sherbrooke                                | Sherbrooke                           | 141,58              | 141                      | Boulevard de Monseigneur-Fortier                                                                                             | |
| Sherbrooke                                | Sherbrooke                           | 143,33              | 143                      | A-610 vers R-112 / Rue King – Sherbrooke (Centre-ville), East Angus, Lac-Mégantic                                            | Terminus ouest de l'A-610                                                                                                |
| Sherbrooke                                | Sherbrooke                           | 143,33              | —                        | A-55 nord (Autoroute J.A. Bombardier) – Drummondville, Québec                                                                | Terminus est du multiplex avec l'A-55                                                                                    |
| - Terminus de multiplex - Accès incomplet |                                      |                     |                          | | |